# B2B2C
B2B2C è l'acronimo di Business to Business to Consumer, chiamato anche Co-buying.
Il produttore vende al consumatore finale un servizio e/o prodotto al prezzo che solitamente è riservato all'intermediario. L'associazione di più consumatori che richiedono lo stesso prodotto e/o servizio direttamente al produttore, fa saltare la funzione dell'intermediario. Per esempio, il prezzo che il produttore offre a chi acquista mille prodotti è molto più basso del prezzo che viene offerto a chi ne acquista solo uno.
Se mille consumatori finali si associano per l'acquisto dei mille prodotti, il prezzo che ne beneficeranno sarà uguale al prezzo che il produttore riserverà all'intermediario o grossista che ne acquista mille, per poi rivenderli al consumatore finale a prezzo più elevato.
Il B2B2C ha delle rilevanti potenzialità di sviluppo soprattutto tramite le nuove tecnologie del web.